# La residencia (serie de televisión)
La residencia, en inglés The Residence, es una serie de televisión estadounidense de comedia dramática y misterio creada por Paul William Davies para Netflix. Inspirada en la novela The Residence: Inside the Private World of the White House de Kate Andersen Brower, la serie gira en torno al escándalo ficticio de un asesinato que involucra al personal de la Casa Blanca. Producida por Shondaland, la serie se estrenó el 20 de marzo de 2025.

## Argumento
Ambientada en las diferentes estancias y entrañas de la Casa Blanca, Cordelia Cupp, una detective excéntrica, llega al lugar para resolver un asesinato ocurrido durante una cena de Estado. Durante la investigación, comienzan a surgir conflictos interpersonales entre los 157 empleados de la residencia.

## Reparto

### Principal
- Uzo Aduba como Cordelia Cupp, consultora del Departamento de Policía Metropolitana
- Giancarlo Esposito como A. B. Wynter, el ujier jefe de la Casa Blanca
- Molly Griggs como Lilly Schumacher, la secretaria social del presidente
- Ken Marino como Harry Hollinger, el asesor principal del presidente
- Randall Park como Edwin Park, un agente especial del FBI
- Susan Kelechi Watson como Jasmine Haney, asistente del ujier de la Casa Blanca
- Isiah Whitlock Jr. como Larry Dokes, el jefe de policía del MPD
- Edwina Findley como Sheila Cannon, mayordomo de la Casa Blanca
- Jason Lee como Tripp Morgan, el hermano del presidente
- Al Mitchell como Rollie Bridgewater, el mayordomo jefe de la Casa Blanca
- Dan Perrault como Colin Trask, jefe del equipo presidencial del Servicio Secreto
- Bronson Pinchot como Didier Gotthard, el pastelero ejecutivo de la Casa Blanca
- Julieth Restrepo como Elsyie Chayle, limpiadora
- Mel Rodríguez como Bruce Geller, técnico
- Mary Wiseman como Marvella, la chef ejecutiva de la Casa Blanca

### Recurrente
- Jane Curtin como Nan Cox, suegra del presidente de los Estados Unidos
- Eliza Coupe como Margery Bay Bix, senadora por Colorado
- Izzy Díaz como Eddie Gómez, carpintero
- Paul Fitzgerald como Perry Morgan, el presidente de los Estados Unidos
- Barrett Foa como Elliot Morgan, el primer caballero
- Al Franken como Aaron Filkins, el senador senior de Washington
- Andrew Friedman como Irv Samuelson, el director de la Policía de Parques Nacionales
- Spencer Garrett como Wally Glick, el director del FBI
- Timothy Hornor como Patrick Doumbe, gerente de ventas de dispositivos médicos. Intruso en la fiesta
- Juliette Jeffers como Angie Huggins, impresora. Jugaba con A. B. Wynter al backgammon
- Julian McMahon como Stephen Roos, el primer ministro de Australia
- Kylie Minogue como ella misma
- Sumalee Montano como Dana Hammond, jefa de gabinete de la Casa Blanca
- Brett Tucker como David Rylance, el ministro de Asuntos Exteriores de Australia
- Matt Oberg como Nick Simms, el calígrafo jefe de la Casa Blanca
- Taran Killam como St. Pierre, médium energético
- Alexandra Siegel como Valentina Motta, socialité de Washington. Intrusa en la fiesta
- Ryan Farrell como Lorenzo Motta, miembro de la alta sociedad de Washington. Intruso en la fiesta
- James Babson como Daryl Armogeda, supervisor de operaciones
- Paul Witten como Jeffrey Hewes, florista
- Roslyn Gentle como Rachel Middlekauff, magnate de los medios
- Chris Grace como Duane Ladage, electricista
- Nathan Lovejoy como Alden Tamridge, el embajador de Australia en los Estados Unidos
- Rebecca Field como Emily Mackil, jardinera de la Casa Blanca
- Sonya Leslie como Christy Vail, jefa del servicio de limpieza
- Jodi Bianca Wise como Melody Roos, la Primera Dama de Australia
- Aubrey Wakeling como Walpole Bing, industrial australiano
- William Dixon como Peter Paris, el Secretario de Estado
- J. R. Yenque como Chuy Ornelas, valet
- Soledad Campos como Sylvia Banks, empleada del almacén
- J. D. Hall como George McCutcheon/Portero
- Stan Sellers como George McCutcheon/Mantenimiento
- Michael Anthony Spady como George McCutcheon/Fontanero
- Devika Parikh como Rosalind Chace, conservadora de la Casa Blanca
- Catherine Carlen como Kim Abkin, ex primera dama
- Keiko Agena como Liz Hollenbeck, reportera del Washington Post
- Jeremiah Felder como Vusi Nhlapho, estudiante precoz de 12 años

## Episodios
| N.º | Título                                                                              | Dirigido por   | Escrito por         | Fecha de emisión original |
| --- | ----------------------------------------------------------------------------------- | -------------- | ------------------- | ------------------------- |
| 1 | «The Fall of the House of Usher» «El aliento perdido» / «La caída de la Casa Usher» | Liza Johnson   | Paul William Davies | 20 de marzo de 2025       |
| El 11 de octubre, Nan Cox, suegra del presidente Perry Morgan, se topa con el cuerpo del ujier jefe A. B. Wynter durante una cena de Estado en la Casa Blanca en honor a Australia. Mientras el asesor principal, Harry Hollinger, presiona para que la muerte de Wynter se declare rápidamente como suicidio, Cordelia Cupp, consultora del Departamento de Policía Metropolitana, deduce que Wynter murió en otro lugar, que su suicidio fue un montaje y que lleva la camisa de otra persona. Cupp examina la distribución de la Casa Blanca con la ayuda del agente especial del FBI, Edwin Park, y la asistenta del ujier jefe, Jasmine Haney. El presidente Morgan se niega a interrogar a los invitados hasta que Cupp observa a David Rylance, ministro de Asuntos Exteriores australiano, con la camisa de Wynter. Morgan, a regañadientes, cierra la Casa Blanca. Flashforward: El senador Aaron Filkins dirige una audiencia en el Congreso donde se entrevista a diversas personas presentes en la investigación de Cupp. Es interrumpido con frecuencia por la senadora de Colorado Margaret Bay Bix, quien acusa al gobierno de Morgan de encubrir el asesinato de Wynter. |                                                                                     |                |                     |                           |
| 2 | «Dial M for Murder» «Con M de Muerte» / «Crimen perfecto»                           | Liza Johnson   | Paul William Davies | 20 de marzo de 2025       |
| 3 | «Knives Out» «Entre navajas y secretos» / «Puñales por la espalda»                  | Liza Johnson   | Paul William Davies | 20 de marzo de 2025       |
| 4 | «The Last of Sheila» «El fin de Sheila»                                             | Liza Johnson   | Paul William Davies | 20 de marzo de 2025       |
| 5 | «The Trouble with Harry» «Harry el sucio» / «Pero… ¿quién mató a Harry?»            | Jaffar Mahmood | Paul William Davies | 20 de marzo de 2025       |
| 6 | «The Third Man» «El tercer hombre»                                                  | Jaffar Mahmood | Paul William Davies | 20 de marzo de 2025       |
| 7 | «The Adventure of the Engineer's Thumb» «El dedo pulgar del ingeniero»              | Jaffar Mahmood | Paul William Davies | 20 de marzo de 2025       |
| 8 | «The Mystery of the Yellow Room» «El misterio del cuarto amarillo»                  | Jaffar Mahmood | Paul William Davies | 20 de marzo de 2025       |

## Producción

### Desarrollo
El 20 de julio de 2018, Netflix anunció The Residence como parte de un acuerdo entre el servicio de streaming y Shondaland, y ambos adquirieron los derechos para adaptar el libro de no ficción, The Residence: Inside the Private World of the White House, escrito por Kate Andersen Brower. El 7 de marzo de 2022, se reveló que The Residence constaría de ocho episodios de una hora con Paul William Davies, escritor de Scandal y creador de For the People, como productor ejecutivo y showrunner de la serie como parte de su acuerdo general con Netflix. Shonda Rhimes y Betsy Beers de Shondaland también se unirían a Davies como productores ejecutivos. El 27 de febrero de 2023, se anunció que Liza Johnson sería la directora de los primeros cuatro episodios.

### Reparto
El 1 de febrero de 2023, se anunció a Uzo Aduba como la protagonista principal de la serie. Se reveló más elenco el 27 de febrero de 2023, con Andre Braugher, Susan Kelechi Watson, Ken Marino, Jason Lee, Bronson Pinchot, Isiah Whitlock Jr., Edwina Findley, Molly Griggs, Al Mitchell, Dan Perrault y Mary Wiseman uniéndose a Aduba en papeles secundarios. El 7 de marzo de 2023, se reveló que Randall Park y Spencer Garrett se habían unido al elenco en un papel principal y recurrente respectivamente. Al día siguiente, se anunciaron cuatro miembros más del reparto: E. L. Losada, Matt Oberg, Ryan Farrell y Alexandra Siegel. El 30 de marzo de 2023, Barrett Foa se unió al elenco principal de forma recurrente. El 14 de abril de 2023 se anunció un elenco adicional, que incluye a Kylie Minogue interpretándose a sí misma, Jane Curtin, James Babson, Eliza Coupe, Izzy Diaz, Paul Fitzgerald, Roslyn Gentle, Chris Grace, Juliette Jeffers, Sumalee Montano, Brett Tucker, Nathan Lovejoy, Julieth Restrepo, Mel Rodríguez y Rebecca Field. Losada fue reemplazado por Taran Killam en la edición definitiva. Julian McMahon, que interpreta a un primer ministro australiano ficticio, es hijo del ex primer ministro William McMahon.

### Rodaje
El 18 de julio de 2022, se reveló que la serie recibió créditos fiscales de la Oficina de Cine de California por un valor de 13,95 millones de dólares estadounidenses. La producción de la serie fue suspendida por los conflictos laborales en Hollywood de 2023 después de que se filmaran cuatro de los ocho episodios ordenados. Se esperaba que la serie reanudara su producción el 2 de enero de 2024. Andre Braugher, que iba a interpretar a A. B. Wynter en la serie, murió el 11 de diciembre de 2023. En febrero de 2024, se anunció que la producción se había reanudado y Giancarlo Esposito había asumido el papel de Braugher.

## Estreno
La residencia se estrenó en Netflix el 20 de marzo de 2025.

## Recepción
El sitio web de reseñas Rotten Tomatoes informó un índice de aprobación del 86 % con una calificación promedio de 6.9/10, basada en 51 reseñas de críticos. El consenso de los críticos del sitio web dice: "The Residence se sitúa en la Casa Blanca para un misterio de asesinato alegre que no exigirá al cerebro, pero la excéntrica detective de Uzo Aduba aporta un bienvenido nivel de sofisticación a los procedimientos". Metacritic, que utiliza un promedio ponderado, asignó una puntuación de 66 sobre 100 basada en 24 críticos, lo que indica reseñas favorables.